# SuperSAGE
SuperSAGE ist eine Weiterentwicklung der Seriellen Analyse der Genexpression (SAGE) zur qualitativen und quantitativen Analyse von exprimierten Genen.
Wie bei SAGE werden von jedem Transkript (aus mRNA, die in cDNA umgeschrieben wurde), enzymatisch ein Sequenzabschnitt herausgeschnitten und so ein sogenannter Tag (engl. Etikett) gewonnen. Sequenziert man möglichst viele dieser Tags und zählt die verschiedenen Tags, erhält man eine Antwort auf die Frage, welches Gen wie häufig abgelesen wurde, beziehungsweise wie viele Transkripte welchen Gens in der Probe vorliegen. Aufgrund neuer Hochdurchsatz-Sequenziermethoden (Next Generation Sequencing) rückt die Tag-basierte Analyse der Genexpression, auch als Digital Gene Expression Profiling (DGE) bezeichnet, mehr und mehr in den Vordergrund, da sie nicht die Beschränkungen der Microarrays aufweist und es möglich ist, auch extrem seltene Transkripte genau zu quantifizieren.
Bei SuperSAGE werden mit dem Typ III Restriktionsenzym EcoP15I besonders spezifische Tags erzeugt, die 26–28 bp lang sind, im Gegensatz zu den Vorgängertechniken SAGE und LongSAGE mit nur 14 bzw. 18 bp langen Tags.
Die wesentlich längeren Tags erlauben eine sehr viel präzisere Zuordnung des Tags zum zugehörigen Transkript und ermöglichen es, mehr Transkripte zu erkennen. Die Genauigkeit der Tags erlaubt es auch, die Transkripte verschiedener Organismen genau zu unterscheiden, so dass Transkriptionsanalysen von mehreren Organismen im Wechselspiel möglich werden, zum Beispiel von Parasit und Wirt.
Wie im SAGE-Protokoll werden aus je zwei Tags sogenannte Ditags erzeugt, die vor der Sequenzierung mittels PCR amplifiziert werden.
Mit modernen Hochdurchsatz-Sequenziermethoden können heute Millionen dieser Tags sehr schnell und günstig sequenziert werden, so dass ein sehr genaues Transkriptionsprofil entsteht, bei dem auch die vielen seltenen Transkripte, wie etwa von Transkriptionsfaktoren, genau erfasst und gezählt werden können.
Die Genauigkeit der Quantifizierung bei ausreichender Menge von sequenzierten Tags übertrifft die von Microarrays bei weitem. Zudem können mit SuperSAGE neue Transkripte identifiziert werden, und auch Proben von Eukaryonten mit noch unbekannten, oder nur wenig bekannten Genomen sehr genau untersucht werden.
Die langen 26–28 bp Tags können für weitere Analysen von neuen Transkripten als hochspezifische Primer eingesetzt werden, (z. B. für RACE-PCR) als Sonden zur Identifikation von Klonen in einer Genbank oder sogar für Analysen mit höherem Durchsatz direkt auf einen Microarray gespottet werden und somit auch der Kostenvorteil der Microarrays genutzt werden.